# باشگاه فوتبال مهرکام پارس
باشگاه فوتبال مهرکام پارس یک باشگاه فوتبال ایرانی در شهر تهران بود که در فصل ۸۹–۱۳۸۸ لیگ آزادگان بازی می‌کرد.
امتیاز این باشگاه توسط باشگاه فوتبال صنعت ساری خریداری شد.

## حضور در فصل‌های لیگ
| فصل                 | لیگ     | جایگاه            | جام حذفی  |
| ------------------- | ------- | ----------------- | --------- |
| ۸۷–۱۳۸۶             | دسته دو | تیم اول گروه الف  |           |
| لیگ آزادگان ۸۸–۱۳۸۷ | دسته یک | تیم نه‌ام گروه الف |           |
| لیگ آزادگان ۸۹–۱۳۸۸ | دسته یک | تیم نه‌ام گروه ب   | مرحله دوم |